# Pomsta (kniha)
Pomsta je devatenáctý román Leeho Childa ze série knih s Jackem Reacherem. Ve Velké Británii, Novém Zélandu, Austrálii a Irsku byla vydána 28. srpna 2014 a ve Spojených státech amerických a v Kanadě byla vydána 2. září 2014. Děj knihy sleduje Reacherovo pronásledování odstřelovače, který se pokusil zabít francouzského prezidenta.

## Děj knihy
Neznámý odstřelovač vystřelil z velké vzdálenosti na francouzského prezidenta, ale záměrně minul. Podezřelý střelec disponuje mimořádnými střeleckými schopnostmi a není lehké jej najít. Reacherovi se už jednou podařilo jej vystopovat a poslat do vězení a tak je požádán aby jej dopadl znovu a zbavil se jej jednou provždy.